# Конарский, Шимон

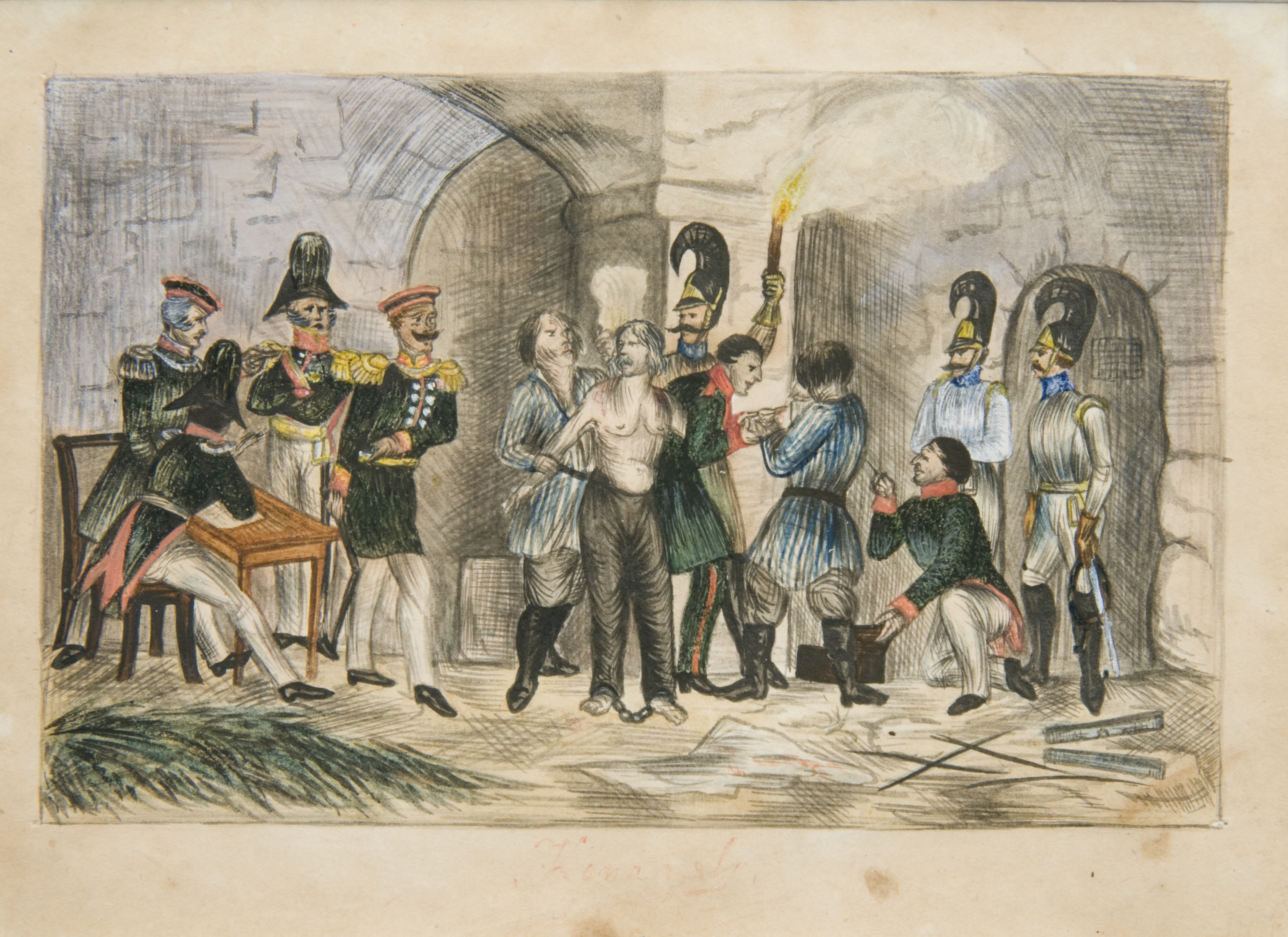
Рисунок Яна Матейко, Шимон Конарский в тюрьме, Вильна.

Шимон (Симон) Конарский (пол. Szymon Konarski, 5 марта 1808, с. Добкишки — 27 февраля 1839, Вильно) — польский революционер XIX века.

## Биография
Родился в шляхетской семье. Учился в начальной школе в Сейнах.

Он сообщил, что его настоящее имя Шимон (сын Ежи), ему 30 лет, уроженец деревни Добкишки Кальварийского обвода Августовского воеводства Царства Польского. Происходил из древней и уважаемой шляхетской фамилии. Его дед был генералом артиллерии, отец — судьёю, мать Паулина, урождённая Вишневская, — дочерью сенатора и каштеляна Шимона Вишневского. У Конарского был родной брат Станислав.— Электронная версия белорусского научного исторического журнала “Российские и славянские исследования”, С. Л. Луговцова, «Заговор Конарского» и его организатор на страницах следственного дела 1838 — 1839 годов.
В 1825 году поступил на службу в армию Царства Польского. После начала Польского восстания 1830—1831 его полк перешел на сторону повстанцев. После поражения восстания эмигрировал.
Участник похода итальянских карбонариев в Савойю (январь 1834 года) под руководством Раморино.
Один из основателей организации «Молодая Польша». В 1835 году совместно с Я. Чиньским издавал в Париже революционную газету «Север» («Пулноц»— «Północ»). Был арестован французской полицией и выслан из Франции. Переехал в Англию, а затем в Бельгию. Как эмиссар «Молодой Польши» в 1835 году прибыл в Краков, откуда отправился в Российскую империю. В западной России создавал ячейки революционного «Содружества польского народа» (Związek Ludu Polskiego), подготавливая поляков к восстанию. Меняя костюмы и паспорта, вёл деятельную пропаганду. Последнее время он жил в имении помещика Луцкого уезда Игнатия Родзевича, где устроил в лесу типографию для печатания прокламаций. С Радзевичем он поехал в Вильно. В мае 1838 года арестован в деревне Крижкелис Рукойнской волости.

«Лет 25—30, росту среднего, волосы светло-русые, нос средний, брови светлые, глаза голубые, нос короткий, рот обыкновенный, усы и гишпанка русые, лицо круглое, здорового цвета, тучен» ...  На самом деле он был высокого роста, стройного телосложения, «худощавого лица» и не носил «гишпанку», во всяком случае во время его пребывания в России.— Электронная версия белорусского научного исторического журнала “Российские и славянские исследования”, С. Л. Луговцова, «Заговор Конарского» и его организатор на страницах следственного дела 1838 — 1839 годов.
Информация о польских тайных организациях и их руководителях была передана царю французским королём Луи-Филиппом, что и позволило арестовать Конарского и до двухсот заговорщиков. 4 июня 1838 года Конарский под действием неопровержимых улик стал давать пространные показания Виленской особой военно-следственной комиссии. Была предпринята попытка его освобождения тайной организацией русских офицеров (15 военнослужащих) во главе с Кузьминым-Караваевым при его нахождении в Виленской тюрьме (Василианский монастырь) в 1838 году.
По приговору суда осужден за "возмутительные покушения против правительства" и приговорен к смертной казни. Расстрелян 15 (27) февраля 1839 года.

## Произведения
- «Речи о том, как сделать свою родину счастливой»

## Память

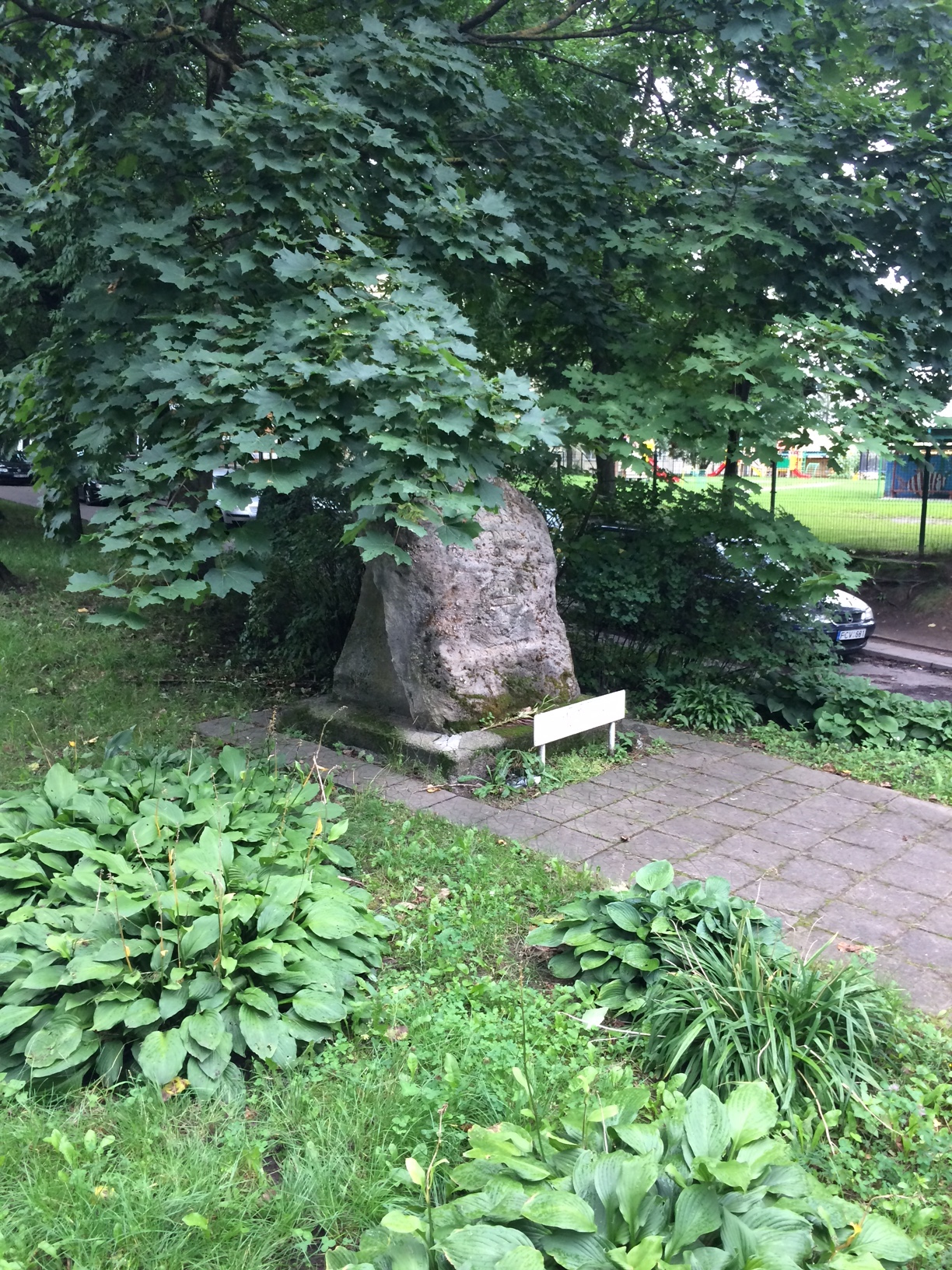
Мемориальный камень на месте расстрела

- Его именем названа улица в Вильнюсе, и улицы в нескольких городках и деревнях Литвы.
- На предполагаемом месте расстрела установлен мемориальный камень.
- Одна из гимназий города Вильнюса также названа его именем (lt:Vilniaus Simono Konarskio gimnazija).